# Miloš Ninković
Miloš Ninković (serbisch-kyrillisch Милош Нинковић; * 25. Dezember 1984 in Belgrad) ist ein serbischer ehemaliger Fußballspieler.

## Karriere
Ninković begann seine Karriere in der Jugendmannschaft von Čukarički Belgrad. Nach Jahren in der Jugendmannschaft kam er 2002 in den Kader der ersten Mannschaft, von wo er 2004 weiter in die Ukraine zu Dynamo Kiew wechselte.
Dort konnte sich Ninković profilieren und er konnte 2007 den ukrainischen Meistertitel gewinnen. Des Weiteren konnte er dreimal den ukrainischen Pokal und zweimal den ukrainischen Supercup gewinnen.
2004/05 spielte er das erste Mal mit den Mannen aus Kiew international. Der Mittelfeldspieler wurde im ersten Spiel der 3. Runde am 17. Februar 2005 gegen den FC Villarreal (nachdem man aus der Champions League ausgeschieden war) des UEFA-Pokals für Florin Cernat in der 70. Minute eingewechselt und bekam sofort eine gelbe Karte. Das Spiel endete 0:0, das Rückspiel ging 0:2 verloren.
Seinen ersten Champions-League-Einsatz hatte der Serbe am 27. November 2007 gegen die AS Rom. Das Spiel ging 1:4 verloren und Ninković wurde in der 55. Minute für Maksim Shatskix ausgewechselt.
Anfang 2013 wechselte er leihweise zum französischen Erstligisten FC Évian Thonon Gaillard.
Ab Sommer 2013 wechselte er als freier Spieler zur Roter Stern Belgrad. 
Am 29. August 2014 kehrte er zum französischen Erstligisten FC Évian Thonon Gaillard zurück.
Sein Länderspiel-Debüt in der serbischen A-Nationalmannschaft gab er am 1. April 2009 in Belgrad beim 2:0-Sieg im Test-Länderspiel gegen die Auswahl Schwedens.

## Erfolge
- Ukrainischer Meister: 2007, 2009
- Ukrainischer Pokal: 2005, 2006, 2007
- Ukrainischer Superpokal: 2006, 2007, 2009
- Pokal Erster Kanal: 2008
- Serbischer Meister: 2014
- Australischer Meister: 2016/17, 2018/19
- Joe Marston Medal: 2019